# Le Becquet
Pour les articles homonymes, voir Becquet.
Le Becquet est un village situé à cheval sur les communes françaises de Cherbourg-en-Cotentin et Digosville, dans le département de la Manche, en Normandie.
Le village abrite un port de 95 places construit au XVIIIe siècle pour acheminer les matériaux nécessaires à la construction de la digue de la rade de Cherbourg. Sa particularité est la disposition verticale des grandes pierres plates de la jetée du port. 
Dans la première moitié du XXe siècle, le village et le port sont une halte de la ligne de chemin de fer de Cherbourg à Barfleur.
Le village est suffisamment important pour qu'il dispose d'une école, le groupe scolaire Émile-Doucet.

## Histoire
Le 17 juillet 1949, bénédiction et ouverture solennelle de la chapelle Notre-Dame-des-Flots.
En 1950, le conseil municipal accepte que le service départemental de la Jeunesse et des sports du Calvados aménage une colonie de vacances dans l'ancienne école. 
En 1976, le lavoir du port est comblé. 